# ستانسلاف فارجا
ستانسلاف فارجا (8 أكتوبر 1972 بليباني في سلوفاكيا - ) هو مدرب كرة قدم ولاعب كرة قدم سلوفاكي في مركزي الدفاع وقلب الدفاع (كرة القدم). شارك مع منتخب سلوفاكيا لكرة القدم. أما مع النوادي، فقد لعب مع نادي بيرنلي ونادي سلتيك ونادي سلوفان براتيسلافا ونادي سندرلاند ووست بروميتش ألبيون وتاتران بريشوف ‏.

## روابط خارجية
- ستانسلاف فارجا على موقع الاتحاد الدولي (مؤرشف)  (الإنجليزية)
- ستانسلاف فارجا على موقع الاتحاد الأوربي (الإنجليزية)
- ستانسلاف فارجا على موقع قاعدة بيانات كرة القدم.إي يو (الإنجليزية)
- ستانسلاف فارجا على موقع ناشيونال فوتبول تيمز (الإنجليزية)
- ستانسلاف فارجا على موقع Soccerbase.com (لاعب) (الإنجليزية)
- ستانسلاف فارجا على موقع عالم كرة القدم.نت (الإنجليزية)